# Omen (wierzenie)

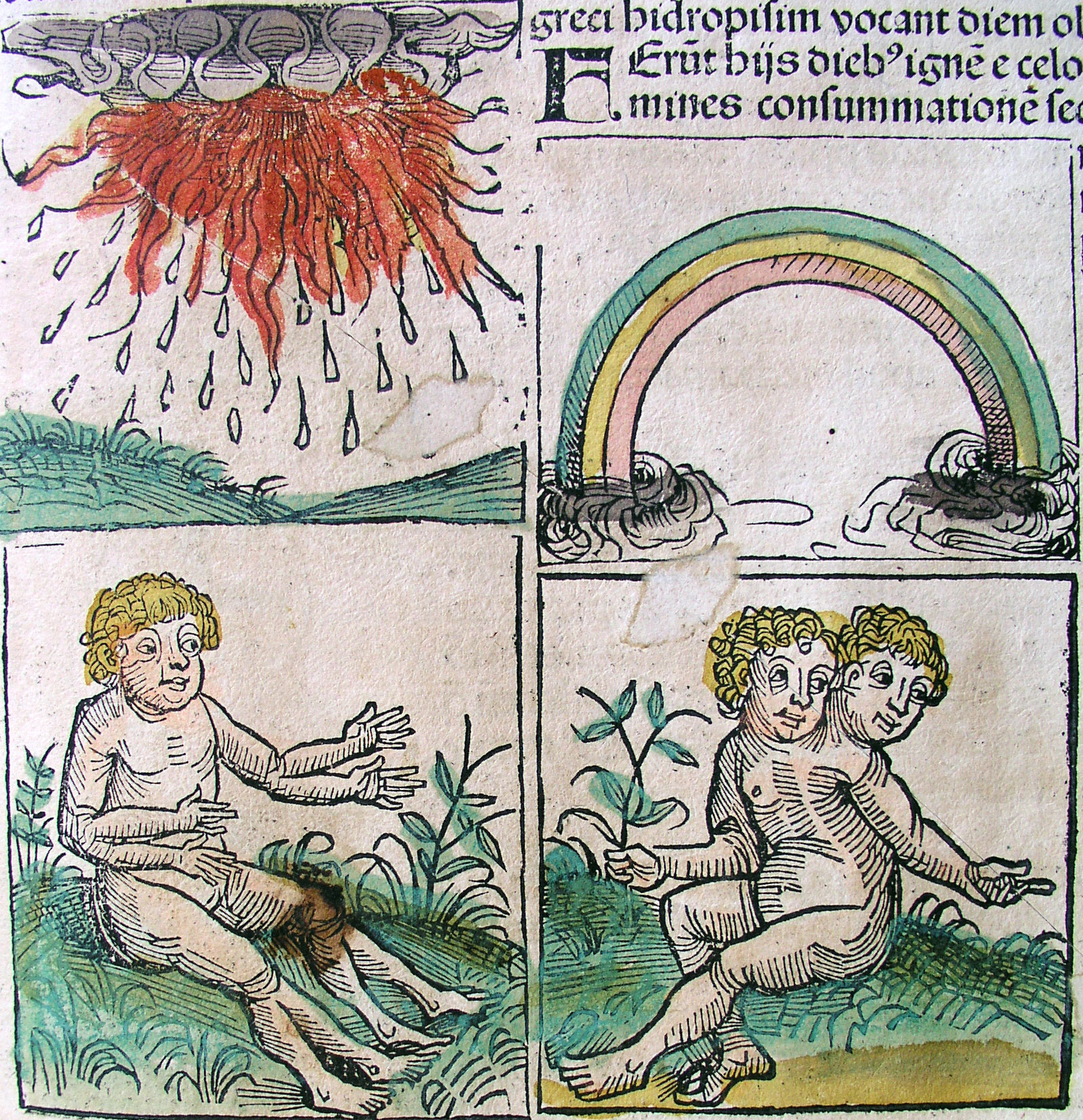
Przykłady omenów z Liber Chronicarum

Omen (łac. przepowiednia, wróżba, znak) to zdarzenie lub zjawisko interpretowane jako zapowiedź przyszłych zdarzeń, dobrych lub złych. Przykładami są komety, które niegdyś uznawano za zwiastuny epidemii, wojen itp. Wierzono, że dziecko urodzone podczas burzy, kiedy z nieba płynął ogień, będzie miało cztery ręce i cztery nogi, a jeśli narodzi się pod niebem spowitym tęczą będzie miało dwie głowy. Typowym współczesnym omenem jest stłuczenie lustra, co ma zwiastować siedem lat nieszczęścia.
Omeny mogą mieć różne znaczenia w różnych kulturach. Na przykład w krajach słowiańskich zobaczenie na drodze czarnego kota zwiastuje pech, a w Wielkiej Brytanii jest to zwiastun szczęścia.